# Bertrandia
Bertrandia is een monotypisch geslacht van schimmels behorend tot de familie Hygrophoraceae. Het bevat alleen de soort Bertrandia astatogala.